# ロシアケーキ
ロシアケーキとは、二度焼きしたクッキーに、ジャムやクリーム、チョコレートを塗ったり、ナッツなどを載せたりした菓子。クッキーを一枚焼き、その上にメレンゲやマカロン、クッキー生地を絞り出して二度焼きし、台となるクッキーを作る。ロシアンクッキーの別名で呼ばれる場合もある。

## 歴史
1931年にロシア(当時のソビエト)から日本に渡り、新宿中村屋に勤務していた洋菓子職人のスタンレー・オホッキーが日本に製法を伝えたとされる。この時オホッキーから製法を伝授されたひとりであった長束実はその後独立し、千葉県内に開いた自らの店でもロシアケーキを作り販売した。東京都内の菓子メーカーである中山製菓は、創業翌年の1953年よりロシアケーキの製造販売を始めている。

## 特徴
生地が二度焼きされていることが定義として挙がるが、それ以外についてはジャムやチョコレートをトッピングしたり、ナッツやドライフルーツをあしらうなどのバリエーションが存在する。